# 民胜街道
民胜街道，是中华人民共和国山西省大同市云冈区下辖的一个乡镇级行政单位。

## 行政区划
民胜街道下辖以下地区：
民荣里社区、民胜街社区和民峰里社区。